# Poggio a Caiano
Poggio a Caiano è un comune italiano di 9 944 abitanti della provincia di Prato in Toscana. Con una superficie di soli 6 km² è uno dei comuni più piccoli della Toscana, costituito il 14 luglio 1962. Il territorio rappresenta l'ultima propaggine del Montalbano, protesa verso la piana di Prato e occupa alcune colline e rilievi (tra cui emerge il "poggio" che dà nome al comune) oltre che una piccola zona pianeggiante sulla sponda destra del fiume Ombrone. Si trova in una posizione strategica a circa 15 km da Firenze.

## Geografia fisica
Il comune di Poggio a Caiano si trova sui margini della piana tra Firenze, Prato e Pistoia, ma su di un crocevia importante, soprattutto nei secoli passati, per l'intera area.

Sorge alle pendici del Montalbano, e su alcune delle sue colline si trovano gli abitati di Santa Cristina in Pilli, Bonistallo e Petraia, frazioni del comune.

Il paese si è sviluppato principalmente intorno alla collina dove sorge la Villa medicea.

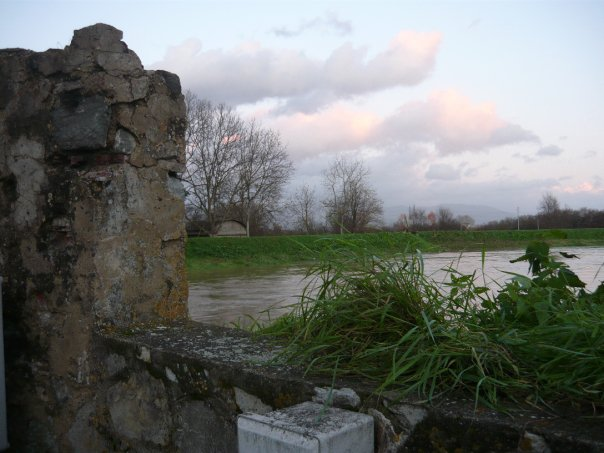
Piena dell'Ombrone del 2009

### Idrografia
Il paese è circondato in parte dal torrente Ombrone, che segna il confine del comune di Poggio da quello di Prato, ma anche quello con i comuni di Campi Bisenzio e Signa, e che quindi separa anche le provincie di Prato e Firenze.
Il fiume è soggetto a frequenti piene, a volte anche 3-4 piene nel giro di 2 settimane o poco più, l'ultima serie di piene si ha avuta nel periodo tra il 24 dicembre 2009, e il 6 gennaio 2010. Il fiume, ha raggiunto nelle 3 piene, il 25 dicembre 2009, il 1º gennaio 2010 e il 6 gennaio 2010 rispettivamente 6,47 m, 6,62 m, 6,28 m di altezza.
Il punto di tracimazione a Ponte all'Asse, è a circa 7,20 m

### Montalbano

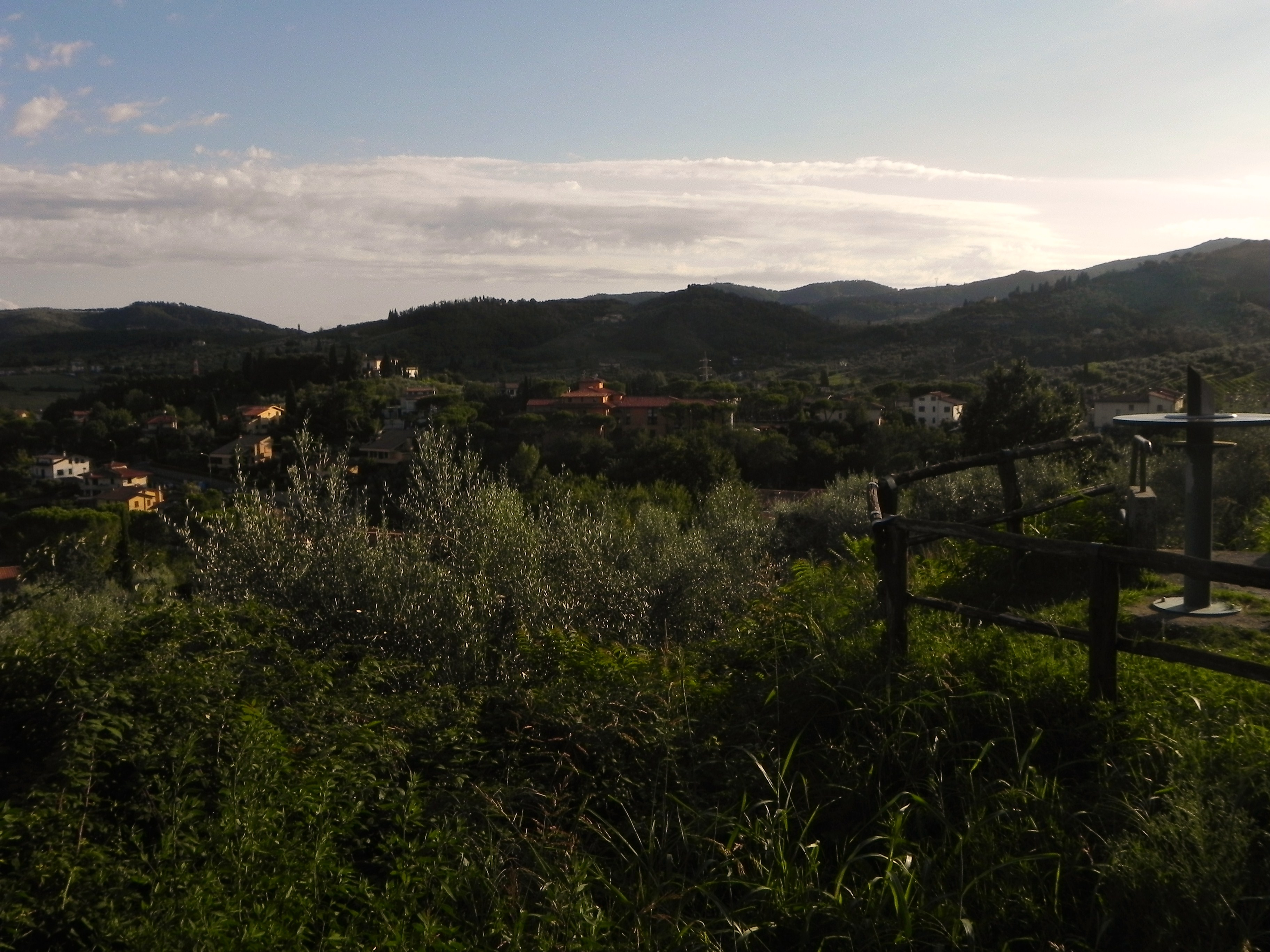
Montalbano da Bonistallo

Il Montalbano o monte Albano è una catena montuosa che si estende per 16.000 ettari tra le province di Pistoia, Prato e Firenze.
Il sistema collinare e montuoso separa il Valdarno superiore dal Valdarno inferiore e raggiunge l'altezza di 627 metri s.l.m. Si stacca dall'Appennino al passo di Serravalle Pistoiese e giunge sull'Arno presso la strettoia della Gonfolina; è delimitato da un lato dal bacino dell'Arno, che da Signa raggiunge Empoli, e dall'altro dal suo affluente Ombrone pistoiese.

### Clima
Il paese si trova nella piana Firenze-Prato-Pistoia, caratterizzata generalmente da inverni freddi e privi quasi completamente di precipitazioni, ed estati calde. La maggior parte delle precipitazioni annuali si registrano nei mesi autunnali, ma in maniera minore anche in quelli primaverili.
Durante l'estate, a causa anche della morfologia del territorio, è facile che durante le ore più calde la temperatura superi i 35 °C, a volte, anche i 40 °C.

#### Precipitazioni nevose
Gli inverni sono solitamente molto freddi, con temperature per molti giorni sotto lo zero, e con rare precipitazioni.
- Nel 1985 si è avuta una delle più grandi nevicate a memoria d'uomo; in totale caddero circa 60 cm di neve e la temperatura, a causa dell'effetto albedo, scese fino a -23,7 °C (dati amatoriali).
- Il 16 marzo del 1987 si ebbe una nevicata di 15 cm.
- Nel 1999 un'intensa nevicata fece registrare un accumulo di 14 cm il 9 febbraio.
- Tra il 28 e il 29 dicembre del 2005, si ebbe un accumulo di circa 25 cm, con vere e proprie tempeste di neve durante la notte.
- Poco prima del solstizio d'inverno del 2009, più precisamente tra il 18 e il 19 dicembre, nella cittadina si misurarono dai 20 ai 30 cm e sulle colline dei dintorni anche fino a 40 cm; nei giorni successivi, a causa dell'effetto albedo, la temperatura cadde fino a -9,8 °C e nelle campagne anche fino a -12 °C (dati amatoriali).
  - Giovedì 17 dicembre erano caduti altri 5 cm, sciolti in giornata, e lunedì 21 dicembre ne erano caduti altri 3/4 cm, che si sono aggiunti ai precedenti 20 cm, prima di sciogliersi definitivamente.[9]
- Venerdì 17 dicembre 2010, a seguito di giorni gelidi con temperatura massima diurna di 2-3 °C, un afflusso di aria umida atlantica provocò una copiosa nevicata con un accumulo record di 30 cm di neve.

| Stazione Meteorologica FIRENZE Peretola (11 km in linea d'aria) (1961-1990) | Mesi         | Mesi        | Mesi        | Mesi        | Mesi        | Mesi        | Mesi        | Mesi        | Mesi        | Mesi        | Mesi        | Mesi        | Stagioni | Stagioni | Stagioni | Stagioni | Anno  |
| Stazione Meteorologica FIRENZE Peretola (11 km in linea d'aria) (1961-1990) | Gen          | Feb         | Mar         | Apr         | Mag         | Giu         | Lug         | Ago         | Set         | Ott         | Nov         | Dic         | Inv      | Pri      | Est      | Aut      | Anno  |
| --------------------------------------------------------------------------- | ------------ | ----------- | ----------- | ----------- | ----------- | ----------- | ----------- | ----------- | ----------- | ----------- | ----------- | ----------- | -------- | -------- | -------- | -------- | ----- |
| T. max. media (°C)                                                          | 10,1         | 12,0        | 15,0        | 18,8        | 23,4        | 27,3        | 31,1        | 30,6        | 26,6        | 21,1        | 14,9        | 10,4        | 10,8     | 19,1     | 29,7     | 20,9     | 20,1  |
| T. min. media (°C)                                                          | 1,4          | 2,8         | 4,9         | 7,7         | 11,3        | 14,7        | 17,2        | 17,0        | 14,2        | 10,0        | 5,5         | 2,4         | 2,2      | 8,0      | 16,3     | 9,9      | 9,1   |
| T. max. assoluta (°C)                                                       | 19,0 (1985)  | 23,0 (1990) | 26,1 (1968) | 29,2 (1968) | 33,8 (1979) | 40,0 (1990) | 42,6 (1983) | 40,0 (1974) | 36,0 (1973) | 30,8 (1985) | 25,2 (1984) | 20,4 (1989) | 23,0     | 33,8     | 42,6     | 36,0     | 42,6  |
| T. min. assoluta (°C)                                                       | −23,2 (1985) | −8,4 (1963) | −8,0 (1973) | −3,0 (1970) | 0,8 (1962)  | 5,6 (1975)  | 7,8 (1970)  | 9,2 (1963)  | 3,6 (1977)  | −2,6 (1970) | −6,0 (1983) | −8,6 (1973) | −23,2    | −8,0     | 5,6      | −6,0     | −23,2 |
| Giorni di calura (Tmax ≥ 30 °C)                                             | 0            | 0           | 0           | 0           | 2           | 9           | 23          | 22          | 6           | 0           | 0           | 0           | 0        | 2        | 54       | 6        | 62    |
| Giorni di gelo (Tmin ≤ 0 °C)                                                | 12           | 9           | 4           | 1           | 0           | 0           | 0           | 0           | 0           | 0           | 5           | 10          | 31       | 5        | 0        | 5        | 41    |
| Precipitazioni (mm)                                                         | 73,1         | 69,2        | 80,1        | 77,5        | 72,6        | 54,7        | 39,6        | 76,1        | 77,5        | 87,8        | 111,2       | 91,3        | 233,6    | 230,2    | 170,4    | 276,5    | 910,7 |

### Altri dati
- Classificazione sismica: zona 2 (sismicità medio-alta), Ordinanza PCM 3274 del 20/03/2003
- Classificazione climatica: zona D, 1732 GG
- Diffusività atmosferica: bassa, Ibimet CNR 2002

## Storia

### Periodo etrusco-romano
L'area pianeggiante antistante le colline di Poggio a Caiano risulta essere stata paludosa e poco abitata per lunghi periodi nonostante le bonifiche prima dei romani e poi del comune medievale di Prato, e questo ha determinato lo sviluppo storico del territorio, improntato, per lunghi periodi storici, sull'insediamento collinare.
Non vi sono prove certe di presenza etrusca o romana, anche se il toponimo sembra essere un tipico prediale (fundus caianus cioè "di Caio"). La località si trova sulla Via Laura che collegava Firenze con Torri di Popiglio (Rocca Securana) passando per Pistoia.

### Medioevo
Nell'alto Medioevo la viabilità principale era probabilmente di crinale (si veda per esempio il sistema di ospedali che partiva dalla chiesa di S. Martino in Campo e passando dalla Chiesa di S. Giusto e dalla torre di S. Alluccio giungeva a S. Baronto) e non interessava il territorio di Poggio a Caiano che invece sarà stato territorio d'insediamento.
Di certo si può dire che questa area fu popolata già nell'Alto Medioevo; risultano infatti documentate in tale epoca le due chiese di S. Cristina in Pilli e di Bonistallo che nei secoli successivi si divideranno la giurisdizione sul territorio corrispondente a quello attuale di Poggio a Caiano.
L'insediamento doveva essere del tipo sparso, come era regola in Toscana, anche se non è da escludere la presenza di piccoli nuclei, oltre che a S. Cristina in Pilli, anche in altre località come Le Torri, Le Croci, Petraia, Calcinaia e altre minori.
Nell'area di Poggio a Caiano dovrebbero essersi trovati anche possedimenti dei Conti Cadolingi di Fucecchio e dei monaci olivetani di Pistoia. Successivamente ebbero delle proprietà i Cancellieri di Pistoia che sembra abbiano costruito un fortilizio, probabilmente nello stesso punto dove oggi sorge la Villa medicea.
La posizione del territorio di Poggio a Caiano, sul margine del Montalbano, ma sulle rive dell'Ombrone pistoiese, ne ha di fatto determinato il suo sviluppo.
Infatti l'area rientrante nel districtus pistoiese, divenne un punto strategico fondamentale per il controllo della piana, ancora in parte da bonificare, conteso tra Pistoia, Prato e Firenze.
Fino al definitivo controllo da parte di Firenze, il territorio del Montalbano meridionale, controllato da Pistoia, era strutturato su una viabilità principale pedemontana, passante per Poggio a Caiano, che in parte è possibile ricostruire nel suo tragitto e su un sistema di fortificazioni incentrato su Tizzana, Bacchereto, Carmignano, Artimino e altre di carattere minore di cui rimane traccia nella toponomastica anche nel territorio poggese (per esempio "Le Torri").
La direttrice d'espansione di Prato passò invece attraverso la realizzazione del "ponte di Caiano" (oggi ponte del Mulino), proprio ai piedi del "Poggio di Caiano", verso il Montalbano.
Firenze invece dopo aver sconfitto definitivamente Pistoia e sottomesso Prato, segnerà la sua presenza nel territorio con la costruzione del ponte "all'Asse" e il tracciamento della strada verso Pistoia che sostituiva la strada pedecollinare altomedievale.

### Età moderna

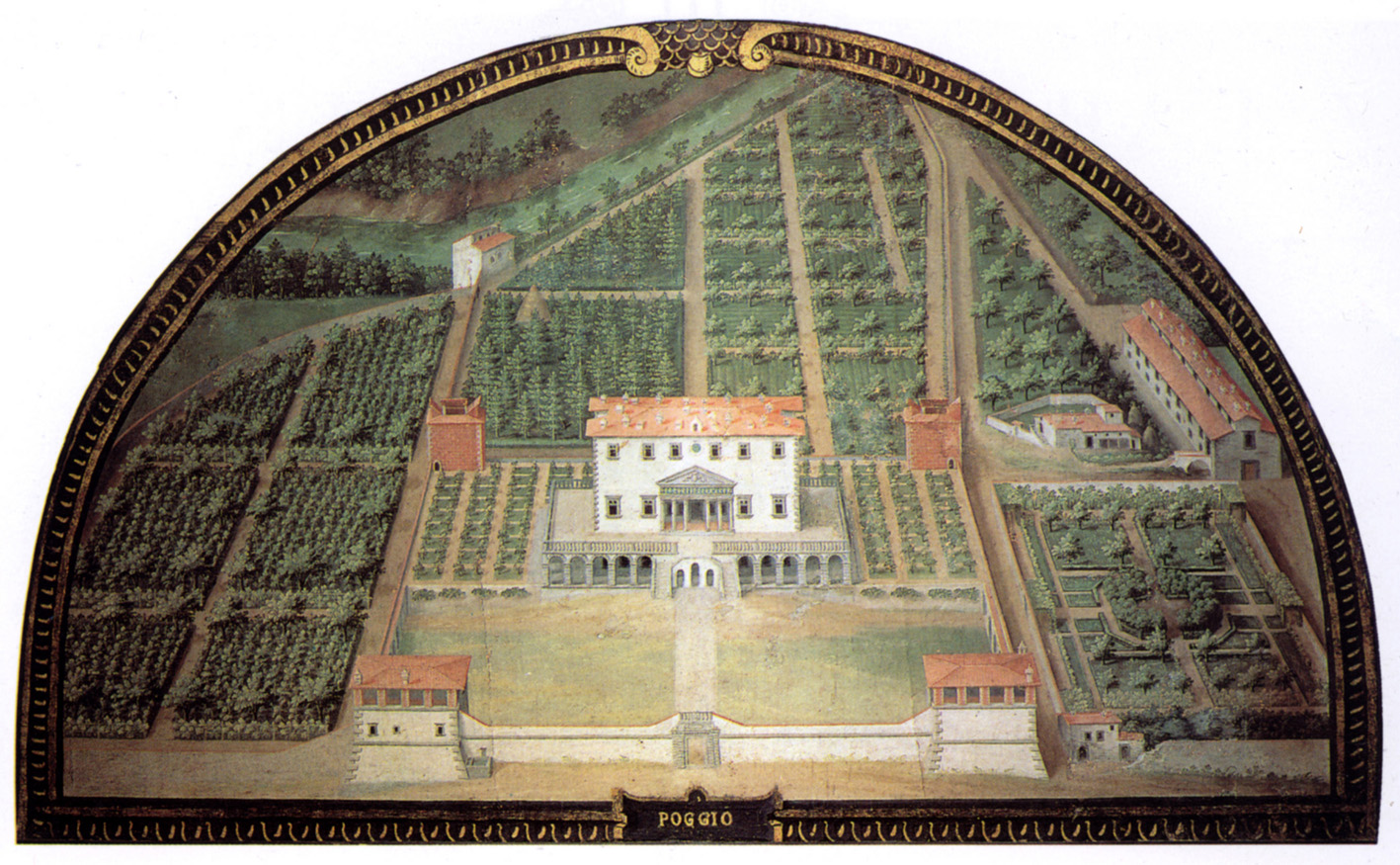
Giusto Utens, Villa medicea

Tra il XIV e il XVI secolo, Poggio a Caiano è stato anche un porto fluviale piuttosto importante per Prato, collegando la città, tramite l'Ombrone e l'Arno, agli scali marittimi di Pisa e Livorno.
Dal 1420 furono gli Strozzi e i Medici (prima Cosimo e poi Lorenzo) che iniziano ad acquistare terreni nell'intera area.
Fu grazie alla Signoria granducale che l'abitato conobbe la sua crescita decisiva intorno alla Villa medicea, e alla strada maestra pistoiese, mentre gli altri borghi collinari decadevano.
Poggio a Caiano fu punto nodale per secoli delle vie del ferro, commercio di fondamentale importanza per il Granducato.
Il minerale di ferro veniva estratto nelle cave dell'isola d'Elba, portato sulla costa di Follonica e sottoposto ad una rudimentale fusione con la quale si ottenevano frammenti di ghisa (detta "ferraccio"). Il minerale veniva quindi imbarcato fino a Livorno o Pisa e proseguendo con barconi fino al Porto di sotto, in località la Lisca nei pressi della Gonfolina. Da qui se la portata dell'Ombrone lo consentiva, il minerale, trasbordato su barche più piccole, giungeva allo scalo del ponte all'Asse posto sulla riva di Poggio a Caiano in prossimità del "Magazzino del ferro" (che in realtà era la casa del "ministro" cioè del funzionario che vigilava sul traffico). Se la portata del fiume era insufficiente, il trasporto doveva avvenire per via di terra dal Porto di mezzo, passando per Signa e Lecore e da qui per una strada detta "Via del Ferraccio" si dirigeva direttamente al ponte. Il trasporto proseguiva con barrocci fino a Capodistrada, presso Pistoia e poi con animali da soma verso le ferriere della montagna pistoiese, dove abbondava il carbone di legna con cui il minerale veniva fuso e lavorato.
Anche a Poggio a Caiano comunque il traffico del ferro fece nascere una radicata tradizione nella lavorazione del ferro con la presenza per tutto l'Ottocento di numerosi e qualificati fabbri alcuni dei quali raggiunsero una certa notorietà nel settore.
Durante Firenze Capitale d'Italia (1865-1871) fu dimora del Re d'Italia.

### Età contemporanea
Nel periodo contemporaneo, come altre aree e zone, il comune ha subito vari danneggiamenti. In particolare i bombardamenti del 1944 costarono alla città lo splendido Ponte di Ferro, fiore all'occhiello dell'ingegneria civile ottocentesca. La Villa medicea divenne allora il rifugio naturale degli abitanti del Poggio, ma non solo. Su decisione dei comandi nazisti la Villa medicea non viene bombardata, e qui vengono nascosti e rifugiati, tra le numerose opere d'arte i Quattro Mori di Livorno, la statua simbolo della città toscana minacciata dai saccheggi nazisti, o le sculture della Sacrestia Nuova di Michelangelo.
Il 14 luglio del 1962, forte di una notevole espansione economica e di un diverso orientamento politico, Poggio a Caiano si separò dal comune originario di Carmignano e andò a formare un'amministrazione autonoma.
Oggi Poggio a Caiano, comune con una ridotta estensione territoriale, si trova ad essere uno dei nodi cruciali dell'intera espansione dell'area e in particolar modo della viabilità con conseguente inquinamento viario. A questo proposito sono allo studio progetti di pedonalizzazione del centro e dell'area storica, anche se l'unica soluzione ai problemi pare essere una tangenziale esterna al paese di assai difficile realizzazione.

### Alluvione del 1992

#### Ottobre 1992
Il mese di ottobre 1992 fu molto piovoso rispetto alla norma nel bacino dell'Ombrone Pistoiese, infatti nelle giornate del 30 e del 31 erano caduti a Cireglio (frazione di Pistoia nel bacino dell'Ombrone), rispettivamente 58 mm e 76 mm, ma il dato dell'intero mese fu di 577 mm, molto superiore alla media.
Pure a Pistoia il mese fu molto piovoso, in ottobre caddero 401 mm (basta pensare che la media pluviometrica mensile della città è di circa 140 mm).
Tutte queste precipitazioni contribuirono a gonfiare molto il fiume, il quale però non destava particolari preoccupazioni, poiché tali piene sono abbastanza frequenti, e la sera del 30 ottobre nel paese fu relativamente tranquilla.

#### La rottura dell'argine
Nella notte tra il 30 e il 31 ottobre, intorno alle 23:15 l'Ombrone Pistoiese, in piena causa le piogge dei giorni precedenti, rompe gli argini nella zona industriale del paese. La falla di 30 metri riversa nella parte all'epoca in costruzione migliaia di metri cubi d'acqua, inondando il paese fino alla salita che porta alla Villa medicea. Le case di 1000 persone erano sommerse dai 2 ai 4 metri d'acqua, che rimase nel paese il giorno successivo, e ritirò il 1º novembre, per lasciare spazio al disastro del paese invaso dalla melma.

#### Giorni successivi l'alluvione
I giorni successivi all'alluvione furono molto tragici, poiché l'acqua del fiume, che in paese raggiunse anche i 4 metri di altezza, distrusse ogni cosa che incontrava, macchine, interni di case, fabbriche.

In piazza IV Novembre fu creata una vera e propria montagna di rifiuti, smaltiti in diversi giorni da ruspe e camion.

### Simboli

Lo stemma nella versione stilizzata in uso al comune

Lo stemma e il gonfalone sono stati concessi con decreto del presidente della Repubblica del 1º aprile 1965.
Stemma
Gonfalone

## Monumenti e luoghi d'interesse

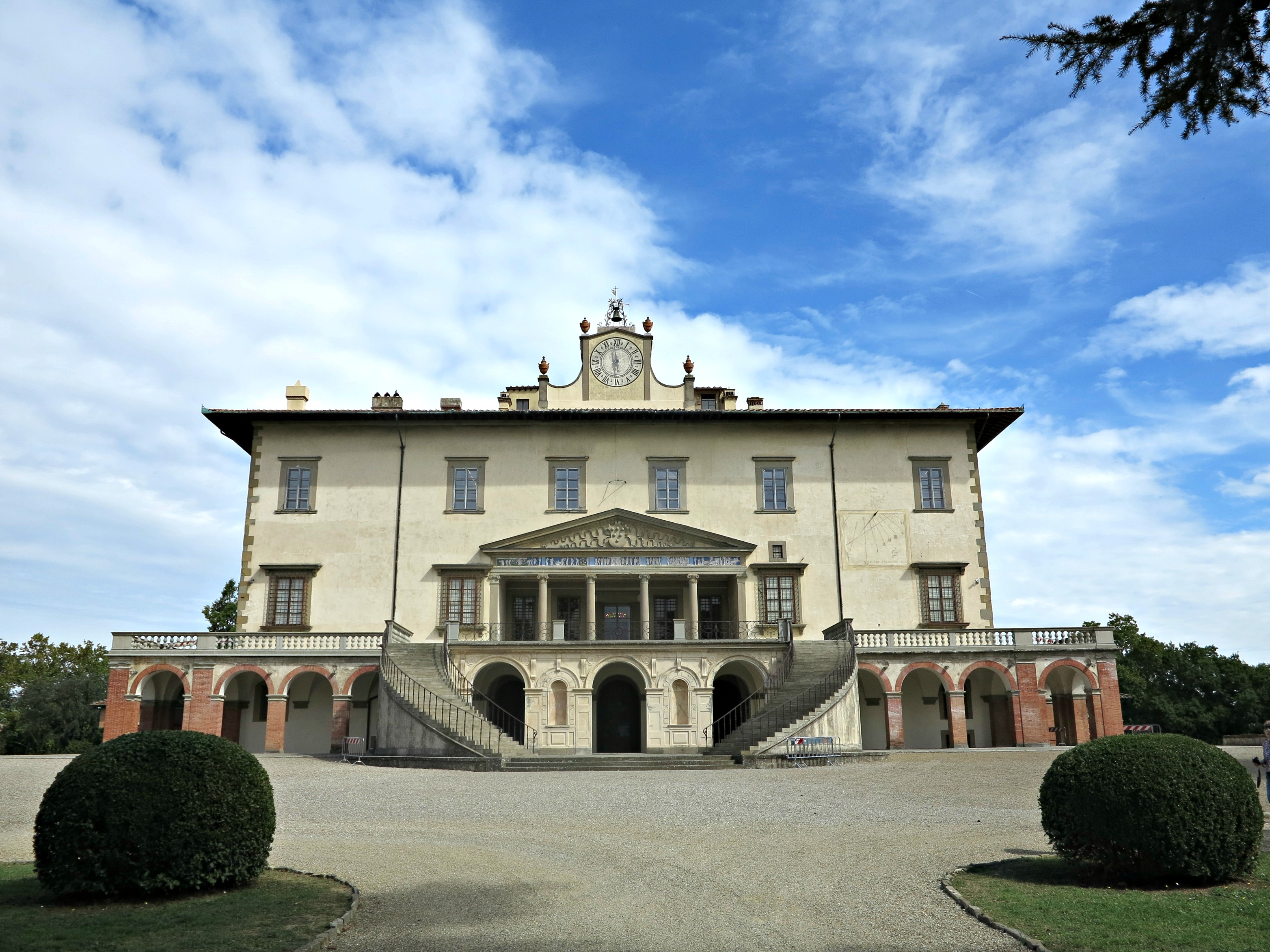
La Villa medicea.

Nel paese sono presenti vari edifici risalenti al Medioevo e al Rinascimento, tra i più importanti la villa e le scuderie Medicee, ma anche le chiese di Bonistallo e di Santa Cristina in Pilli, risalenti al secolo XI.

### Architetture religiose
- Propositura di Santa Maria del Rosario, iniziata nel 1889 e finita nel 1903 ospita nella cappella a sinistra dell'entrata l'Incoronazione della Vergine di Alessandro Allori (1606).
- Chiesa di Santa Cristina in Pilli, documentata già nel secolo XI; purtroppo alcune superfetazioni (un corpo laterale e il portico di facciata) nascondono l'antica architettura e l'originario paramento murario è coperto dall'intonaco aggiunto in epoca più recente.
- Chiesa di San Francesco a Bonistallo, documentata dal secolo XII, è la più antica; i granduchi di Toscana, che nelle vicinanze possedevano la villa medicea, ne ebbero sempre una particolare cura.
- Santa Maria Assunta a Bonistallo, documentata fin dal XIII secolo, ospita al suo interno una Madonna con rosario di Matteo Rosselli, e un San Francesco d'Assisi di Francesco Inverni, oltre ad un'iscrizione in latino in ricordo della visita e dell'indulgenza concessa da papa Leone X in occasione della festa di san Sebastiano nel 1515.

### Architetture civili

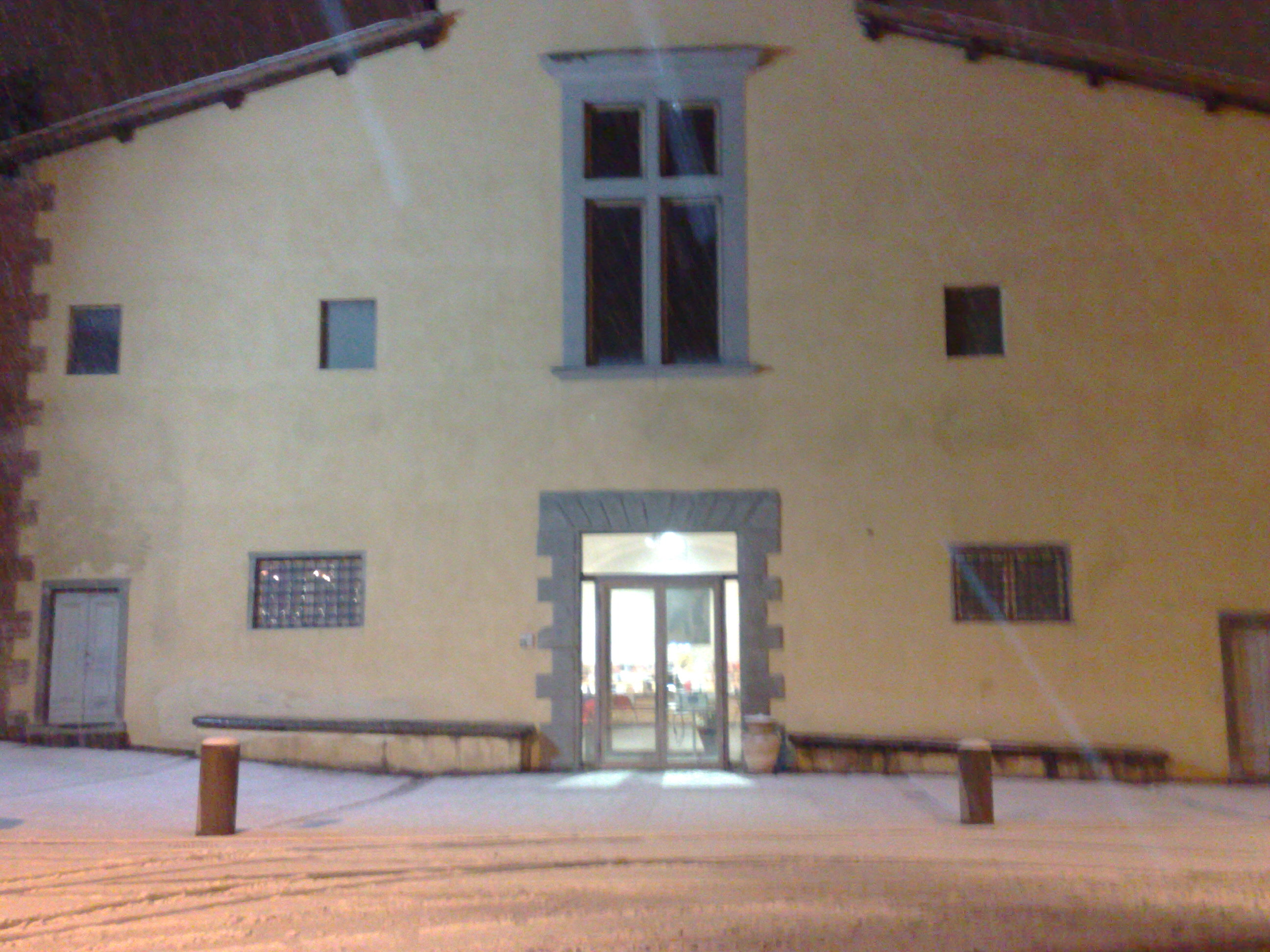
Nevicata sulle Scuderie Medicee.

- Villa medicea, realizzata a partire dalla fine del Quattrocento su disegno di Giuliano da Sangallo per incarico di Lorenzo il Magnifico. Nel 1587 la villa fu teatro dell'improvvisa e misteriosa morte di Francesco I de' Medici e della sua seconda moglie Bianca Cappello. Nel bastione di sud-est della villa è presente una piccola cappella con la Pietà con i santi Cosimo e Damiano, dipinta nel 1560 da Giorgio Vasari.
- Scuderie Medicee del secolo XVI, furono forse costruite sul modello delle scuderie di San Marco a Firenze.
- Ponte Leopoldo II del 1833, uno dei primi ponti sospesi costruiti in Italia, in un periodo pionieristico per l'affermazione di nuove tecnologie, materiali e linguaggi architettonici.
- Bargo di Bonistallo, si tratta di un piccolo bosco poco fuori Poggio a Caiano che occupa parte del colle di Bonistallo sulla cui sommità si trovano le due antiche chiese di San Francesco e di Santa Maria Assunta. Attualmente adibito a parco pubblico, dal XVI secolo fino al XIX secolo fu utilizzato per le attività venatorie dei granduchi e della corte che risiedevano spesso nella vicina Villa medicea.
- Cascine di Tavola, già facenti parte della tenuta annessa alla Villa medicea di Poggio a Caiano, sono oggi inserite in un'area naturale di interesse locale.
- Villa di Cerreto, detta anche "Cerretino", sulla strada che va dall'abitato di Poggetto verso quello di Petraia; si tratta di una villa medicea risalente al Cinquecento, che ha anche ospitato Bianca Cappello. La villa possiede un grande salone rinascimentale e due torri cilindriche, a guisa delle architetture militari del tardo Quattrocento.[13]
- L'Istituto delle Minime Suore del Sacro Cuore; l'edificio è casa madre e sede generalizia della congregazione delle minime suore del Sacro Cuore, fondata nel 1902 dalla Beata Maria Margherita Caiani.

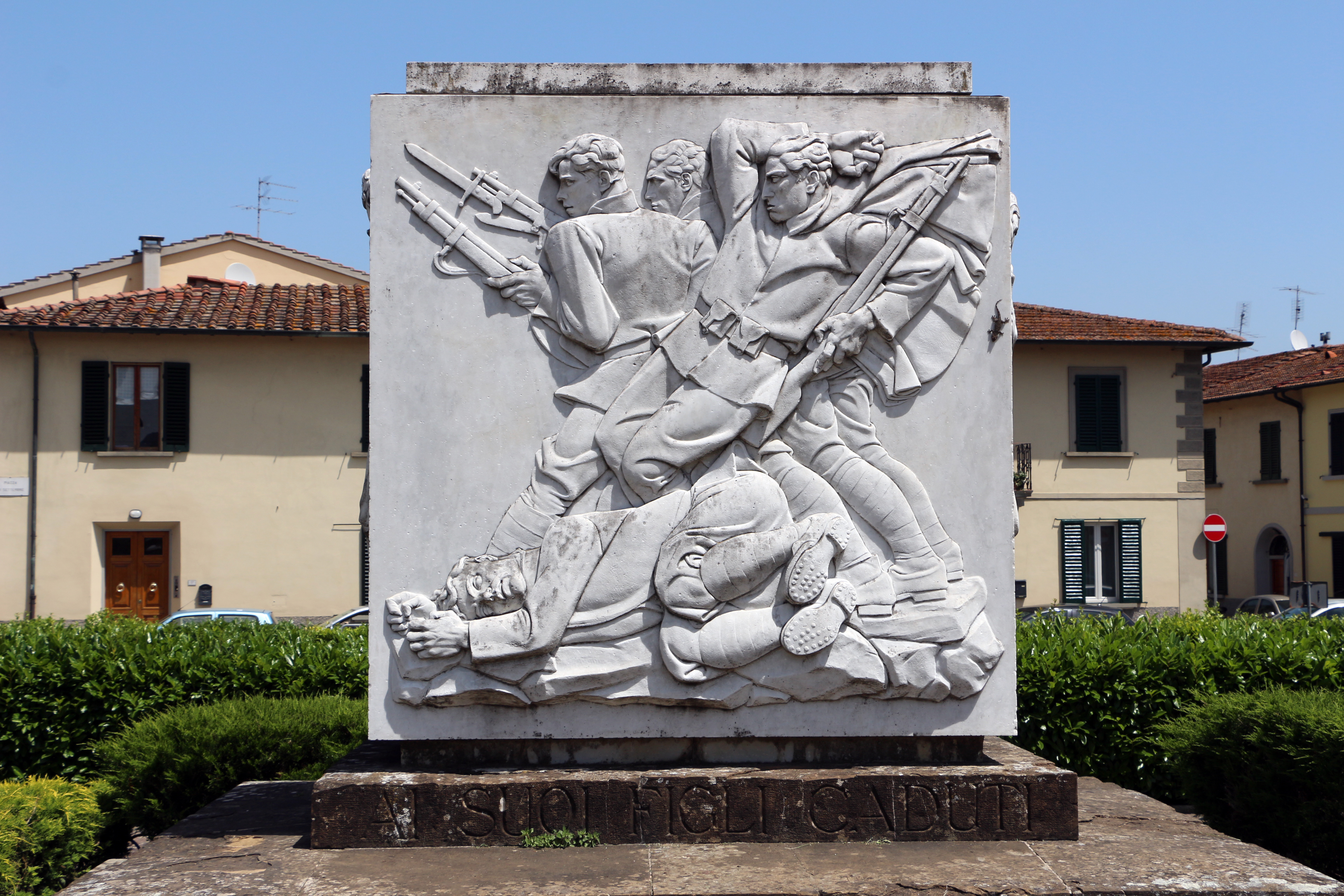
Monumento ai caduti

- Monumento ai caduti, in piazza XX Settembre, è dedicato ai caduti delle due guerre mondiali, e presenta rilievi sui lati, opera di Mario Moschi (1928-1930).

Altri edifici importanti sono:
- Palazzina Reale di Via Cancellieri (secolo XVII).
- Casa del pittore Ardengo Soffici.
- Villa Il Poggiale (secolo XVI).
- Villa La Cipressa (secolo XIII).

## Società

### Evoluzione demografica
Abitanti censiti

### Etnie e minoranze straniere
Al 31 dicembre 2023 la popolazione straniera era di 1.505 abitanti, pari al 16,18% della popolazione.

## Cultura

### Musei
- Museo della natura morta, unico del suo genere in Italia; infatti i dipinti raffigurano fiori, frutti, oggetti, utensili, cacciagione, pesci, uccelli, tolti dal loro contesto naturale, in una rappresentazione talvolta densa di significati simbolici riferiti alla caducità della vita, come era tipico del genere pittorico chiamato appunto "natura morta".
- Museo Ardengo Soffici, inaugurato nel maggio 2009, si trova presso le Scuderie medicee. All'interno sono esposte le opere sia pittoriche che letterarie dell'artista Ardengo Soffici vissuto a Poggio a Caiano dal 1907 fino alla sua morte, nel 1964.

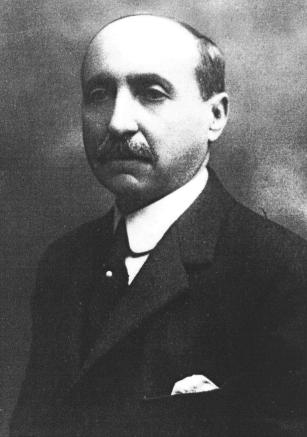
Paolino Taddei

### Manifestazioni locali

#### Assedio alla Villa

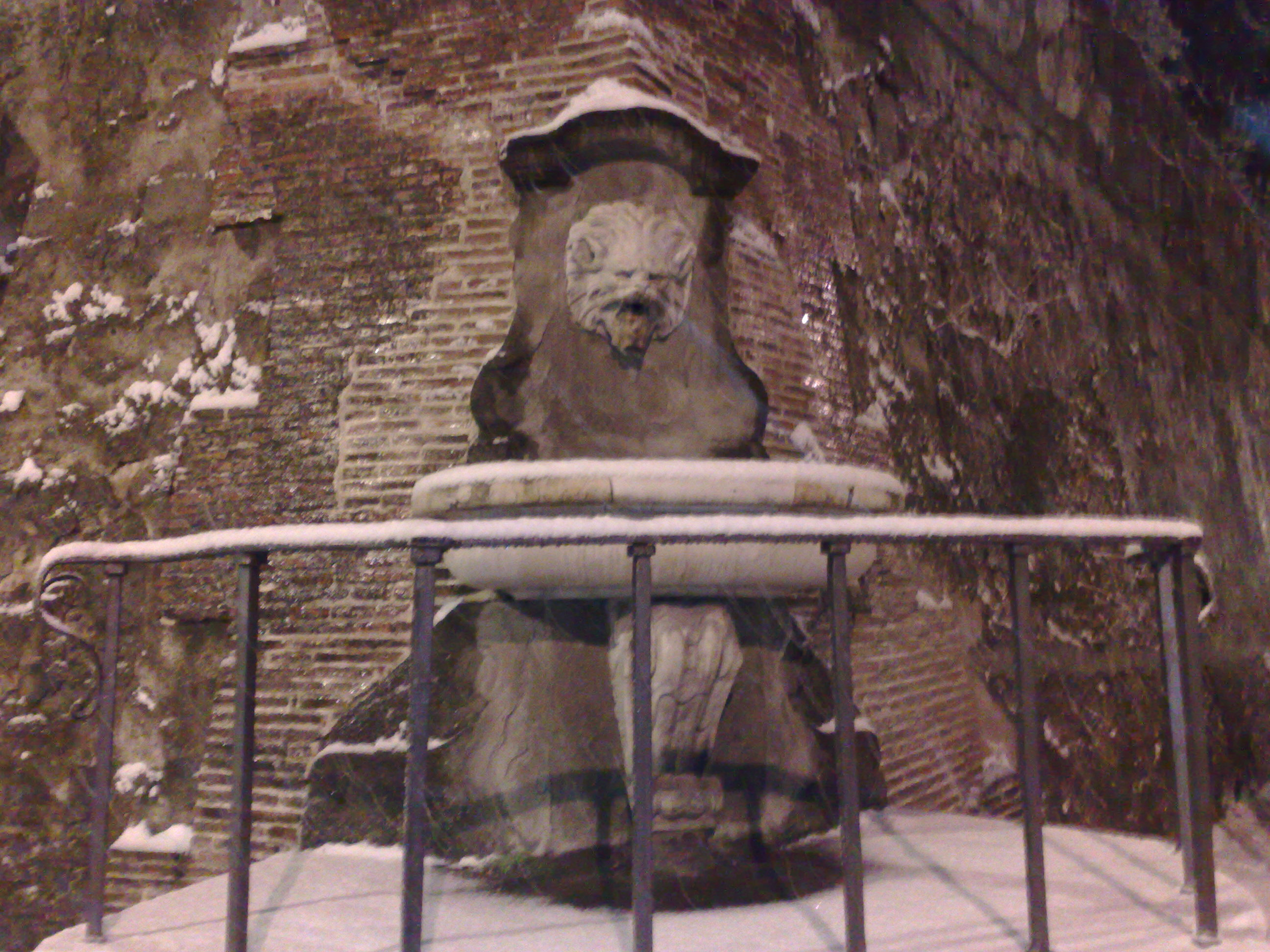
Il Mascherone durante una nevicata

Ogni anno a partire dal 1985, nel corso della seconda settimana di Settembre, si svolge l'Assedio alla Villa, una festa durante la quale il centro storico viene chiuso al traffico, e si svolge una sfilata con i vestiti dell'epoca medicea.
L'area chiusa al traffico comprende le Scuderie Medicee, la strada davanti all'entrata della Villa medicea, la piazza della chiesa del paese e un'area di circa 1 km².
Durante la festa viene fatto sgorgare il vino dal Mascherone fontana storica del paese, situata lungo il muro della Villa medicea.
Uno spettacolo pirotecnico conclude i tre giorni di festa, che solitamente cadono il venerdì, il sabato e la domenica. I classici tre botti finali segnalano la fine delle celebrazioni.

#### Poggio in Vetrina
Ogni anno, dalla fine di giugno alla fine di luglio si svolge la manifestazione di "Poggio in Vetrina", con serate di concerti, spettacoli, cene in strada e i negozi aperti fino a notte tarda. Si svolge tutti i giovedì sera, in varie zone della cittadina, anche se solitamente quelle più interessate dalla manifestazione sono piazza XX settembre e la zona dove si svolge il mercato, cioè via Garibaldi.

### Corsa ciclistica Firenze-Pistoia
Si tratta di una corsa ciclistica a cronometro di categoria professionistica a cadenza annuale dove la salita per arrivare alla Villa medicea e il traguardo volante ivi posto richiamano, sin dalla prima edizione, una forte partecipazione di pubblico.

## Geografia antropica

### Frazioni
- Bonistallo
- Santa Cristina in Pilli
- Poggetto
- Petraia

### Zone industriali
- Zona industriale Granaio: posta in Via Granaio, nella periferia dell'abitato di Bonistallo
- Zona industriale Candeli: posta nella zona a sud-est del paese

## Infrastrutture e trasporti

### Viabilità
Poggio a Caiano si trova a 17 km da Firenze, 17 km da Pistoia e 11 km da Prato e nelle vicinanze non passano né autostrade, né tangenziali e nemmeno ferrovie. Anche questo contribuisce al fatto che il paese è molto trafficato, soprattutto nelle ore centrali del giorno. Era infatti in fase di progetto la bretella autostradale Lastra a Signa-Prato che dal 2010 avrebbe dovuto contribuire a ridurre il traffico nell'abitato. Il progetto del raccordo autostradale regionale non venne però mai realizzato.

#### Principali arterie stradali
- l'uscita Calenzano-Sesto Fiorentino si trova a circa 12 km dal paese, tramite l'autostrada è possibile raggiungere grandi città come Milano, Bologna, Roma e Napoli
- l'uscita Prato est si trova a 9 km dal paese, tramite l'autostrada è possibile raggiungere importanti città toscane come Firenze, Pistoia, Lucca e Pisa
- l'uscita Lastra a Signa si trova a 12 km dal paese, tramite la superstrada è possibile raggiungere città come Empoli, Pontedera, Pisa e Livorno
- Strada statale 66 Pistoiese: collega il paese a Firenze e Pistoia

Presso al suo decimo miglio varca l'Ombrone sul così detto Ponte dell'Asse, sebbene di pietra, onde salire sul Poggio a Cajano, lasciando alla sua destra la R. Villa omonima per quindi inoltrarsi fra belle praterie e vasti campi a sementa…»
(Dizionario Geografico Fisico Storico della Toscana, Emanuele Repetti, 1841)
- Strada Provinciale della val d'Ombrone: collega il paese con la città di Prato passando per gli abitati di Castelnuovo e Fontanelle e costeggiando in parte le Cascine di Tavola.
- Strada Provinciale di Pietramarina e Strada provinciale della val di Carmignano: collegano il paese con Carmignano, arrivando fino a Empoli, attraversando il Montalbano.

#### Ponti sull'Ombrone
- Ponte all'Asse: ponte che separa il paese dall'abitato di Sant'Angelo a Lecore e che segna anche il confine tra le provincie di Prato e Firenze.

(Dizionario Geografico Fisico Storico della Toscana, Emanuele Repetti, 1841)
- Ponte al Mulino: questo ponte separa i comuni di Poggio e Prato
- Ponte a Tigliano: separa l'abitato di Poggetto da quello di Tavola, e quindi i comuni di Poggio a Caiano e Prato

### Trasporti pubblici
Il comune, trovandosi su un crocevia molto importante tra Firenze, Prato e Pistoia ed è collegato ad esse con diverse linee. In particolare è servito dalla compagnia Cap di Prato e dalla Copit di Pistoia, che lo collegano alle 3 città.
Le stazioni ferroviarie più vicine al paese sono:
- Prato Centrale, con la quale è collegato dalla linea 210 (ex lam azzurra) gestita da Autolinee Toscane[19]
- Signa, con la quale è collegato dalla linea 210 (ex lam azzurra) gestita da Autolinee Toscane[19]

L'aeroporto più vicino è quello di Firenze-Peretola.

#### Tranvia Firenze-Poggio a Caiano-Prato

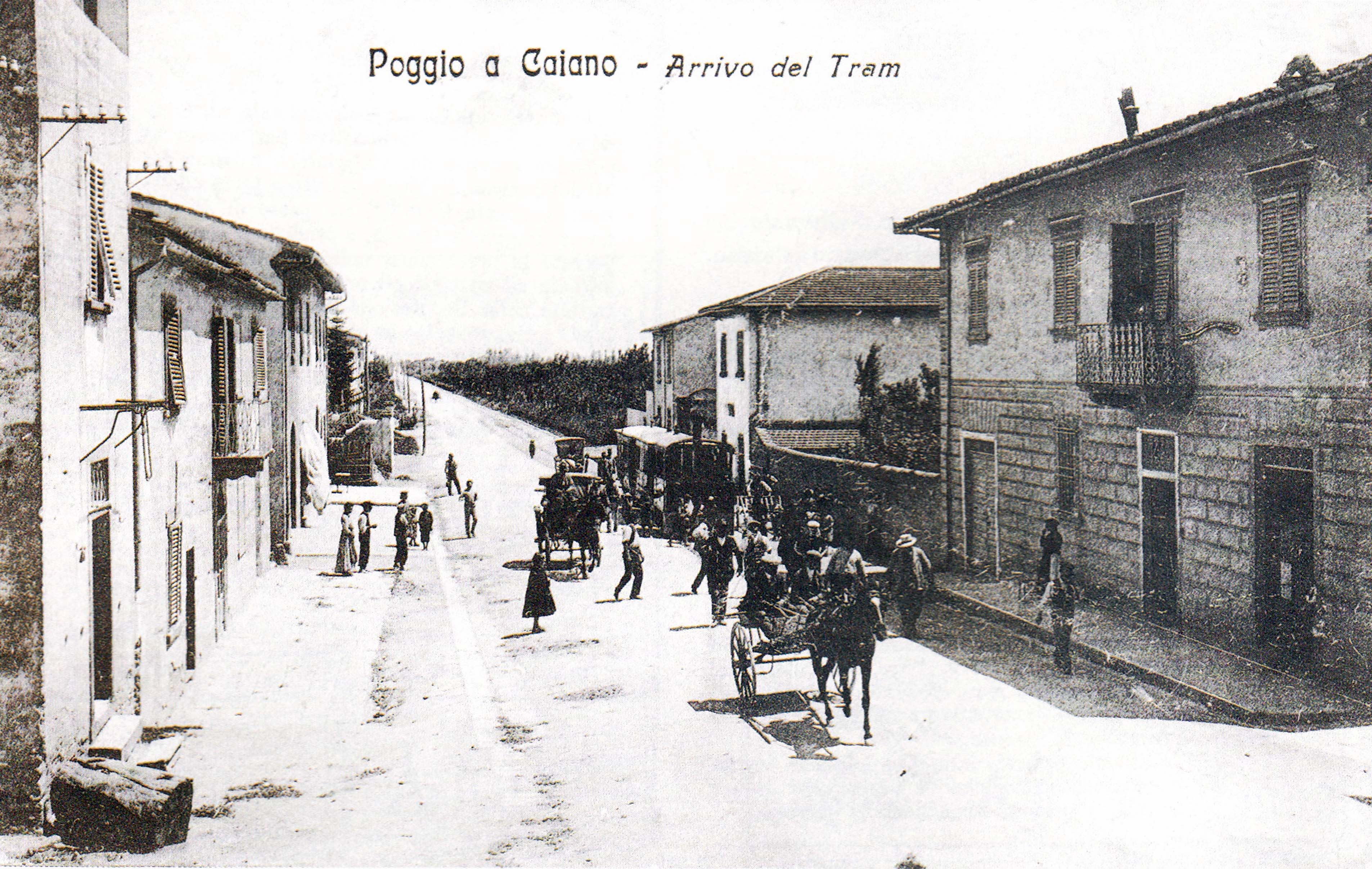
Il capolinea di Poggio a Caiano

La tranvia Firenze-Poggio a Caiano-Prato è stata una linea di trasporto pubblico che partendo da Firenze conduceva a Poggio a Caiano e a Prato.
È stata la più antica tranvia dell'area fiorentina. Il servizio iniziò nel 1879 e terminò nel 1931.
La linea Firenze-Poggio a Caiano-Prato aveva il suo capolinea fiorentino in piazza Santa Maria Novella, proseguiva per Porta al Prato e Ponte alle Mosse, per raggiungere l'abitato di Peretola, dove si divideva in due linee, la principale che raggiungeva Poggio a Caiano, e una secondaria che raggiungeva Prato.

La linea per Poggio a Caiano attraversava le attuali vie di Peretola e via di Brozzi allora chiamata Strada Regia Pistojese. I binari attraversavano tutta una serie di borghi molto popolati: Peretola, Petriolo, Quaracchi, La Sala, Il Cantone, Brozzi (capoluogo comunale), San Donnino per poi entrare a San Piero a Ponti, Colli Alti, Sant'Angelo a Lecore e infine Poggio a Caiano che allora era solo una frazione del comune di Carmignano. Il capolinea era situato presso il Ponte all'Asse sul fiume Ombrone.

## Amministrazione
Di seguito è presentata una tabella relativa alle amministrazioni che si sono succedute in questo comune.
| Periodo          | Periodo          | Primo cittadino    | Partito                           | Carica  | Note   |
| ---------------- | ---------------- | ------------------ | --------------------------------- | ------- | ------ |
| 28 aprile 1997   | 30 novembre 1998 | Silvano Gelli      | lista civica                      | Sindaco | [ 20 ] |
| 30 novembre 1998 | 27 maggio 2003   | Silvano Gelli      | lista civica                      | Sindaco | [ 20 ] |
| 27 maggio 2003   | 15 aprile 2008   | Silvano Gelli      | L'Ulivo                           | Sindaco | [ 20 ] |
| 15 aprile 2008   | 27 maggio 2013   | Marco Martini      | centro-sinistra                   | Sindaco | [ 20 ] |
| 27 maggio 2013   | 10 giugno 2018   | Marco Martini      | centro-sinistra Insieme!          | Sindaco | [ 20 ] |
| 10 giugno 2018   | 15 maggio 2023   | Francesco Puggelli | centro-sinistra Siamo Poggio      | Sindaco | [ 20 ] |
| 15 maggio 2023   | in carica        | Riccardo Palandri  | centro-destra Palandri per Poggio | Sindaco | [ 20 ] |

### Gemellaggi
- Charlottesville, dal 1977[21]
- Aguenit, dal Febbraio 2006[22]

Il gemellaggio con la città di Charlottesville è in onore dell'impegno profuso da Filippo Mazzei durante la Guerra d'indipendenza americana.

## Sport
Molteplici sono le attività sportive svolte a Poggio a Caiano, per la maggior parte di tipo dilettantistico e giovanile:
- Calcio - C.S.D. Poggio a Caiano 1909, società calcistica e di calcetto attiva fin dal 1909 con un forte settore giovanile. La squadra milita nel girone B di Prima Categoria.
- Pallamano - tra le squadre più importanti va citata la Pallamano Ambra, società di pallamano maschile, fondata nel 1973 e attualmente militante nella Serie A Élite, la massima serie del campionato italiano.
- Pallavolo - Punto Sport, società che si occupa prevalentemente del settore giovanile di volley, con risultati discreti[23]. Nella Polisportiva Punto Sport è confluita la storica società Ambra Volley Libertas Poggio a Caiano.
- Arti Marziali - Punto Sport - Karate, Tai Chi, Taekwondo (quest'ultima con ottimi risultati conseguiti[24][25])
- Danza - Punto Sport - Danza, Hip Hop, Zumba, Ginnastica Ritmica
- Polisportiva Ambra Libertas, società di pugilato e arti marziali.[26]
- Calcio a 5 - la massima espressione cittadina è stato il Gruppo Sportivo San Michele, prima squadra toscana della storia a disputare la Serie A (stagione 1991-92). Nel 2004 la società è stata incorporata nel Prato Calcio a 5.

## Curiosità
- La città di Roma ha dedicato una via a Poggio a Caiano; si trova in frazione Settebagni.[27]
- La scuola media statale di Poggio a Caiano è intitolata a Filippo Mazzei, medico, filosofo e saggista, partecipò alla guerra d'indipendenza americana e fu anche testimone della Rivoluzione francese.
- Fino al 1992, Poggio a Caiano, faceva parte della provincia di Firenze. A seguito di un referendum molto discusso, che riguardava la decisione per l'annessione o meno alla nuova provincia di Prato, Poggio a Caiano venne annesso a Prato anche se il referendum aveva in realtà stabilito la sua permanenza nella provincia di Firenze.